# عوانه بن حسین
ابوالحسین عوانه بن حسین بزّاز کوفی (وفات ۲۶۴ ه.ق) از راویان شیعه است. خانواده‌اش از پیروان واقفیه بودند. او از پدرش در زمینهٔ علمی تأثیر پذیرفت، به‌گونه‌ای‌که در تمایلات او به واقفیه و فطحیه مشخص است. از نظر منابع علم رجال، اعتبار روایت حدیث او موردتأیید واقع نشده، درحالی‌که استادان و شاگردانش از افراد معتبر و مورداعتماد هستند. هم‌چنین هیچ اثری از او ذکر نشده‌است.